# Drosophila ramsdeni
Drosophila ramsdeni este o specie de muște din genul Drosophila, familia Drosophilidae, descrisă de Sturtevant în anul 1916.
Este endemică în Cuba. Conform Catalogue of Life specia Drosophila ramsdeni nu are subspecii cunoscute.